# Walter Schmiele
Walter Schmiele, né le 12 avril 1909 à Swinemünde (aujourd'hui Świnoujście, en Pologne) et mort le 21 octobre 1998 à Darmstadt, est un écrivain, critique littéraire et traducteur allemand.

## Biographie
Walter Schmiele a grandi à Francfort-sur-le-Main. Il a fait des études universitaires de germanistique, philosophie et histoire à Francfort, Heidelberg, Vienne et Rostock. Après son doctorat à Francfort (thèse sur Theodor Storm), il a suivi notamment l'enseignement de Friedrich Gundolf, Karl Jaspers, Paul Tillich, Karl Mannheim et Ernst Kantorowicz. Dès ses années d'études, il commença à collaborer à de nombreux journaux en qualité de pigiste. Entre 1934 et 1941, il publia plus de 80 articles dans les pages littéraires de la Frankfurter Zeitung. Il habita Darmstadt à partir de 1940. Après la Seconde Guerre mondiale, il reprend son activité de journaliste et de critique littéraire dans la presse et à la radio. Il écrit de la poésie et des nouvelles : voir (Reclam-Deutsche Erzähler der Gegenwart, édité par Willi Fehse, 1960). Il publie également des essais littéraires et des traductions de prose et de poésie anglaises et américaines. Sa traduction de l'ouvrage Confessions of an English Opium-Eater (Confessions d'un Anglais mangeur d'opium) de von Thomas De Quincey, est publiée pour la première fois en 1947 (Parzeller), puis en 1962 par Goverts , 1965 par DTV , 1982 par Medusa et Insel en 2009. En 1950, il crée le programme de radio Vom Geist der Zeit (L'Esprit du temps) pour la station Hessischer Rundfunk et y produit de nombreuses émissions. De 1951 à 1953, il est éditeur de la revue Neue literarische Welt. De 1956 à 1962, il est secrétaire général du P.E.N.-Club allemand, et organise à ce titre le congrès international du  P.E.N. (tenu à Francfort en 1959). Sa monographie sur Henry Miller, publiée en 1961 (Rororo) est régulièrement rééditée depuis cette date et a connu de nombreuses traductions (en français chez Buchet-Chastel, 1970). En 1990, Walter Schmiele édite un choix de textes d'Edschmidt dans la collection Darmstädter Schriften (Kasimir Edschmid, Essay – Rede – Feuilleton).

## Œuvres personnelles
- 1946: Unvergessliches Gesicht. Fünf Prosastücke
- 1949: Englische Dichtung deutsch.
- 1953: Englische Geisteswelt
- 1954: Dichter über Dichtung
- 1961: Stefan George
- 1961: Henry Miller
- 1963: Die Milch der Wölfin
- 1963: Nietzsche: der gute Europäer
- 1963: Über Ernst Jünger * 1963: Über Karl Jaspers
- 1963: Dandy und Provokateur
- 1963: Zwei Essays zur literarischen Lage
- 1964: Versuch einer Sinnbestimmung des modernen Irrationalismus
- 1966: Zur Geschichte der Utopie
- 1984: Poesie der Welt, Nordamerika
- 1985: Poesie der Welt, England
- 1990: Kasimir Edschmid, Essay - Rede – Feuilleton
- 2010: Mit wenigen Strichen. Porträts und Glossen

## Traductions
- 1948: John Keats, „Hyperion“
- 1949: „Englische  Dichtung deutsch“, von Blake bis Yeats;
- 1947: De Quincey: „Bekenntnisse eines englischen Opiumessers“
- 1960: Ferlinghetti, „Sie“

## Récompenses et distinctions
- Lyrikpreis des Südverlags 1949
- Johann-Heinrich-Merck-Ehrung der Stadt Darmstadt 1970